# 瓊比查

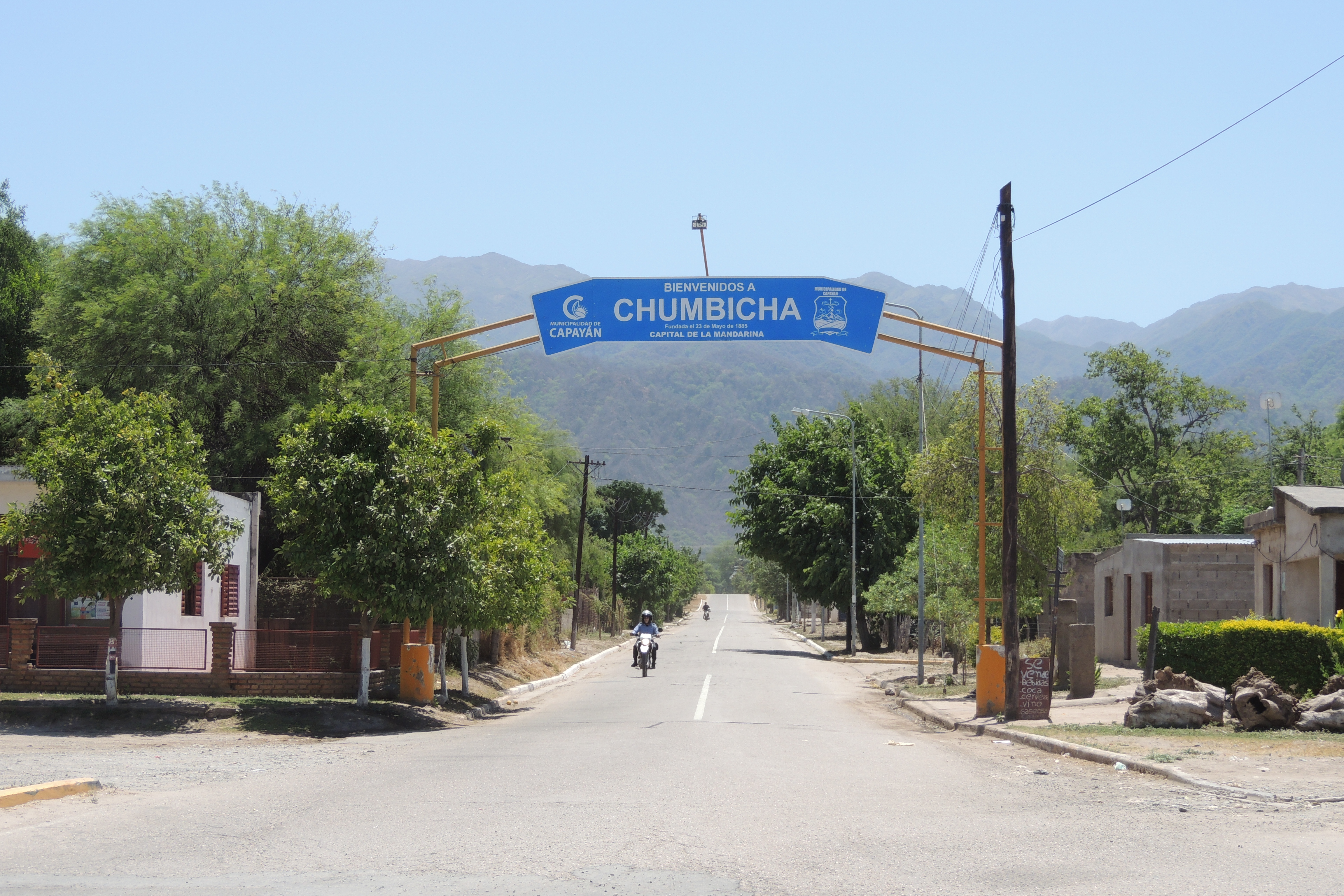
瓊比查

瓊比查（西班牙語：Chumbicha），是阿根廷的城鎮，位於該國西北部卡塔馬卡省，是卡帕揚縣的首府，始建於1885年，海拔高度1,505米，該地區的地震活動頻繁和低強度，2010年人口4,531。